# Армените
Армѐните (споменавано и като Армени) е село в Северна България, община Габрово, област Габрово.

## География
Селото отстои на около 8 – 9 km северозападно от Габрово. Разположено е в Средния Предбалкан, южно от югозападната част на карстовото плато „Стражата“, върху терен с раздвижен релеф. През него минават две малки местни реки, вземащи водите си от платото и почти пресъхващи след пролетното топене на снега, които след селото се събират и се вливат на по-малко от километър в малкия заблатен местен язовир на река Лопушница. Надморската височина в центъра на селото при сградата на кметството и църквата е около 342 m, нараства на север до около 350 – 380 m и намалява на юг до около 320 – 340 m.
Общински път на югоизток свързва село Армените с второкласния републикански път II-44 (Севлиево – Габрово), а отклонение от общинския път на изток води през селата Петровци, Лоза, Златевци и Милковци до връзка в село Янковци с републикански път II-44.
| Население по години | Население по години |
| ------------------- | ------------------- |
| 1934 г.             | 661 души            |
| 1946 г.             | 631 души            |
| 1956 г.             | 594 души            |
| 1975 г.             | 280 души            |
| 1985 г.             | 197 души            |
| 1994 г.             | 198 души            |
| 2003 г.             | 151 души            |
| 2007 г.             | 134 души            |
| 2018 г.             | 91 души             |
| 2020 г.             | 215 души            |
| 2023 г.             | 122 души            |

Населението на селото – според данните в Националния регистър на населените места, е показано в таблицата „Население по години“.
Етническият състав, според данните от преброяването на населението през 2011 г., включва 107 души от българска етническа група при обща численост 107 души население на село Армените.

## История
Село Армените е в България от 1878 г., след Освобождението ѝ.
Армените в 1880 г. е броено към село Гъбене; признато е от колиби за село през 1961 г.
Основател на селото, тогава колиби – според предание и по неустановено време – бил някой си дядо Армян, от което може би идва и името Армените.
Църквата „Въведение Богородично“ в село Армените, Габровско е построена през 1866 г. без ферман. Инициатори за построяване на църквата са: Петко Димов, Златю Симеонов, Станчо Вълчев Чалък и Стоян Димов. Храмът е осветен през 1867 или 1868 г. от 12 души свещеници с поп Мари от Севлиево – иконом по това време, тъй като гръцкият владика, който управлява Търновската епархия, е свален. През 1928 – 1929 г. е построена и новата камбанария на църквата.
Начално училище в село Армените е открито през 1889 г. Първоначално за училище служи една стая в сградата на общината. В него учат деца от селата Армените, Лоза и Петровци. Обучението се води от един учител. През 1907 г. със средства на населението е построена училищна сграда. След 1918 г. обучението се води от двама учители. През 1956 г. училището е закрито поради намалелия брой на учениците и те са насочени към основното училище в село Враниловци.
Читалище в село Армените е основано през 1929 г. Помещава се в общинска сграда. С миграцията на младото население читалищната дейност спада, членовете на читалището намаляват в края на 1970 г. до 25. Постепенно читалищната дейност стихва и се свежда само до библиотечна, книжният фонд през 1971 г. наброява около 693 тома; към същата година са датирани последните архивни документи на читалището. Читалищната дейност се възстановява от 2012 г.
Кредитна кооперация „Надежда“ е основана през 1908 г. първоначално като земеделско спестовно дружество, което през 1924 г. с промяната на устава се преименува на Кредитна кооперация „Надежда“ със стопанска дейност: влогонабиране; кредитиране членовете си със заеми; общи продажби. През март 1948 г. кооперацията се преименува на Всестранна кооперация „Надежда“, село Армените, Габровско, като приема типовия устав на такава кооперация, със стопанска дейност: търговия със стоки за потребление и обществено хранене; изкупуване на селскостопански произведения; производство от местно значение; представителство на БНБ за влогонабиране. През февруари 1951 г. кооперацията се слива с Всестранна кооперация „Доверие“, село Враниловци, Габровско и двете кооперации образуват нова кооперация под името Всестранна кооперация „Мир“, село Враниловци, Габровско.

## Обществени институции
Изпълнителната власт в село Армените към 2024 г. се упражнява от кметски наместник.
В село Армените към 2024 г. има:
- действащо читалище „Постоянство - 2012“;[13]
- православна църква „Въведение Богородично“;[14]

## Културни и природни забележителности
Част от землището на село Армените на североизток попада в обхвата на Защитената зона по директивата за местообитанията „Витата стена“.